# Alexandros V của Macedonia
Alexandros V của Macedonia (tiếng Hy Lạp: Ἀλέξανδρος Ε' ὁ Μακεδών, mất 294 TCN) là con trai út của Cassander và Thessalonica của Macedonia, người là em gái khác mẹ của Alexandros Đại Đế. Ông cai trị như là vua Macedonia cùng với anh ông là Antipatros từ 297 tới 294 TCN. Khi Antipatros sát hại mẹ họ và trục xuất ông khỏi quyền lực, ông nhờ Pyrrhus và Demetrius I Poliorketes giành lại cho ông ngai vàng. Demetrios may mắn đánh bại Antipatros, nhưng thay vì giành ngai vàng cho Alexandros, Demetrios giết chết ông.